# Parque nacional Lagunas de Montebello
El Parque Nacional Lagunas de Montebello, Ubicado en el municipio de La Trinitaria, Chiapas, México, [lugar caracterizado por sus atracciones turísticas naturales, históricas y arqueológicas],  belleza natural única en su tipo, por sus lagos de distintos colores, provocado por la misma naturaleza que lo rodea, simplemente un lugar mágico.
Cuenta con 6 022 hectáreas de extensión. Fue creado el 16 de diciembre de 1959, para conservar los suelos, bosques y lagunas de este lugar y crear un centro turístico. Conformado por una gran variedad de fauna y flora en sus bosques, así como varias lagunas, cuya coloración impresionante en sus aguas van del verde al azul turquesa. El 27 de noviembre de 2003, el parque fue declarado también como sitio Ramsar en México. Sin embargo hoy día las lagunas de Montebello se han visto gravemente afectadas por la contaminación, las aguas residuales que provienen del municipio vecino de Comitán, el abuso de agroquímicos tóxicos por parte de los campesinos de la región y una pobre educación eco-sustentable.

## Aspectos físicos

### Ubicación
El parque nacional, Lagos de Montebello, se encuentra en el municipio turístico de La Trinitaria, Chiapas, México en los límites fronterizos con el departamento de Huehuetenango en Guatemala, en este país se le conoce a este lugar como "Laguna Brava" Para acceder al lugar, se toma la carretera Panamericana, mediante sistema de transporte terrestre privado o público.

### Orografía
Ubicado en la región de Los altos de Chiapas, a una altitud de 1 500 m s. n. m. Se observan desniveles en los que se forman las lagunas, de fondo agudo o semiplano. Hay presencia de grutas y cavernas que retienen el agua de las lluvias.

### Hidrografía
El sitio cuenta con cerca de 59 lagos algunos de ellos poco profundos, como Balantetic y Esmeralda (3 y 7 metros de profundidad respectivamente), mientras que seis se localizan entre los más profundos de México, alcanzando hasta 198 y 162 metros de profundidad (lagos Pojoj y Cinco Lagos).

### Clima
Templado con lluvias todo el año. La temperatura promedio es de 18 °C.

## Flora y fauna
De acuerdo al Sistema Nacional de Información sobre Biodiversidad de la Comisión Nacional para el Conocimiento y Uso de la Biodiversidad (CONABIO) en el Parque Nacional Lagunas de Montebello habitan más de 2,315 especies de plantas y animales de las cuales 185 se encuentra dentro de alguna categoría de riesgo de la Norma Oficial Mexicana NOM-059  y 24 son exóticas,

### Flora
La inspiración que provee la inigualable belleza de la zona de Montebello, no solamente se debe a los cuerpos de agua, sino a una pródiga vegetación entre la que sobresalen los altos ejemplares de pinos, encinos, liquidámbar; árbol que produce el estoraque o incienso americano, todos adornados con plantas epífitas, que crean maravillosos jardines colgantes.

### Fauna
Algunos anfibios como la rana, sapo y la salamandra. Entre los reptiles están la tortuga, algunas variedades de serpiente. Los mamíferos que se pueden observar en el lugar están conformados por especies comunes de la región. Hay venado, armadillo, zorro cola blanca, oso hormiguero, tlacuache. Algunas especies en peligro de extinción como el puma y el jaguar. En cuanto a las aves, tanto de la región o migratorias, como el pato silvestre, la chachalaca, la paloma, y el ave de hermosas plumas, el quetzal.
En la época de invierno sobre los caminos se puede admirar como se va desalojando la niebla y se observan a simple vista una gran inmensidad de Telarañas en el Rocio de la mañana y claro las mismas arañas (nephilas), y su gran variedad en tamaños.

## Atractivos del lugar

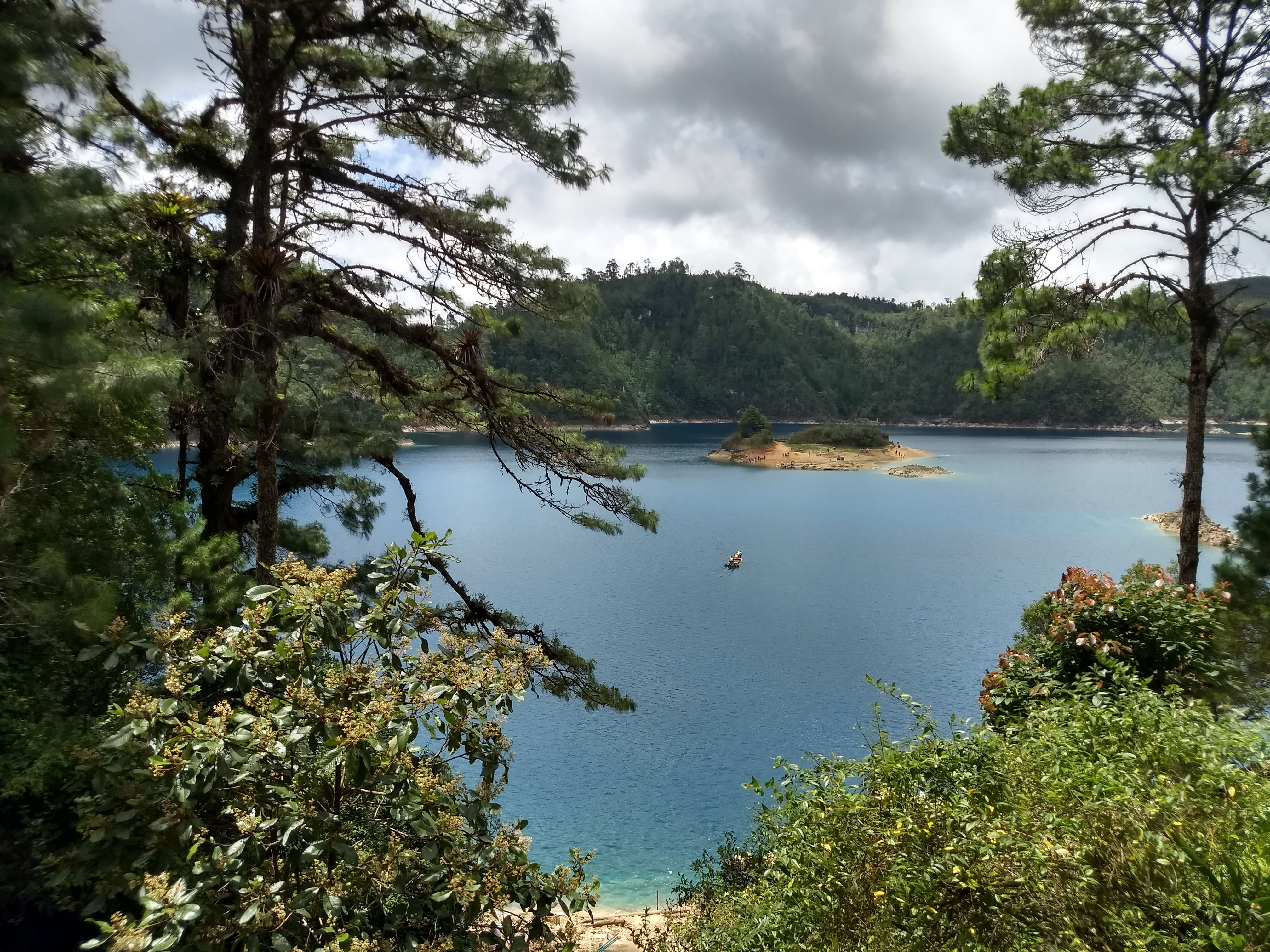
Isla de las Orquídeas, lago Pojoj

Se puede practicar el senderismo, el campismo y el paseo en lancha, así como en balsa y kayak. Muchos servicios apostados a las orillas de los lagos ofrecen al turista paseos en balsas hechas de troncos, una experiencia inigualable que remonta la forma en la que se transportaban a través de los lagos los primeros pobladores de la región. En el lugar hay instalaciones y servicios ofrecidos por los ejidatarios de la zona. La visita a las lagunas y la contemplación del paisaje es el principal atractivo. Hay visitas guiadas a algunas zonas cercanas al lugar.
Los costos del lugar según Ayuda Chiapas son:
- Acceso al parque en $35 pesos mexicanos
- Acceder al ejido: $25 pesos por persona
- Acampar dentro del parque: $80 pesos por persona
- Balsas: $180 por persona en temporada alta y $80 en temporada baja
- Renta de Kayaks por 1 hora: $180 en temporada alta y $100 en temporada baja
- Restaurant con platillos desde $80 pesos mexicanos hasta $150

Estos costos pueden cambiar según la temporada que se visite, se dice que a los turistas se les puede llegar a cobrar más caro, así que hay que ir precavido para evitar disgustos y con información confiable.
Al momento de viajar, lo mejor es consultar los datos oficiales de páginas como www.turismochiapas.gob.mx o Ayuda Chiapas, que son fuentes oficiales que puedes consultar en internet.